# 35e Groupe-brigade du Canada
Le 35e Groupe-brigade du Canada (35e GBC) est un groupe-brigade de la Première réserve de l'Armée canadienne des Forces canadiennes. Il relève de la 2e Division du Canada et son quartier-général est situé dans les Casernes Connaught, à Québec au Québec. Il est constitué d'environ 2 700 réservistes et 63 réguliers répartis dans 12 unités situées dans l'Est du Québec.

## Unités
| Unité                                                  | Emplacement    | Type                   |
| ------------------------------------------------------ | -------------- | ---------------------- |
| Sherbrooke Hussars                                     | Sherbrooke     | Reconnaissance blindée |
| 12e Régiment blindé du Canada                          | Trois-Rivières | Reconnaissance blindée |
| 6e Régiment d'artillerie de campagne                   | Lévis          | Artillerie de campagne |
| 62e Régiment d'artillerie de campagne                  | Shawinigan     | Artillerie de campagne |
| 35e Régiment du génie de combat                        | Québec         | Génie de combat        |
| 35e Régiment des Transmissions- Escadron de Sherbrooke | Sherbrooke     | Transmissions          |
| 35e Régiment des Transmissions- Escadron de Beauport   | Beauport       | Transmissions          |
| Voltigeurs de Québec                                   | Québec         | Infanterie             |
| Les Fusiliers du Saint-Laurent                         | Rimouski       | Infanterie             |
| Régiment de la Chaudière                               | Lévis          | Infanterie             |
| Le Régiment du Saguenay                                | Jonquière      | Infanterie             |
| Les Fusiliers de Sherbrooke                            | Sherbrooke     | Infanterie             |
| 35e Bataillon des services                             | Québec         | Logistique             |